# Oligosoma acrinasum
Oligosoma acrinasum là một loài thằn lằn trong họ Scincidae. Loài này được Hardy mô tả khoa học đầu tiên năm 1977.

## Hình ảnh

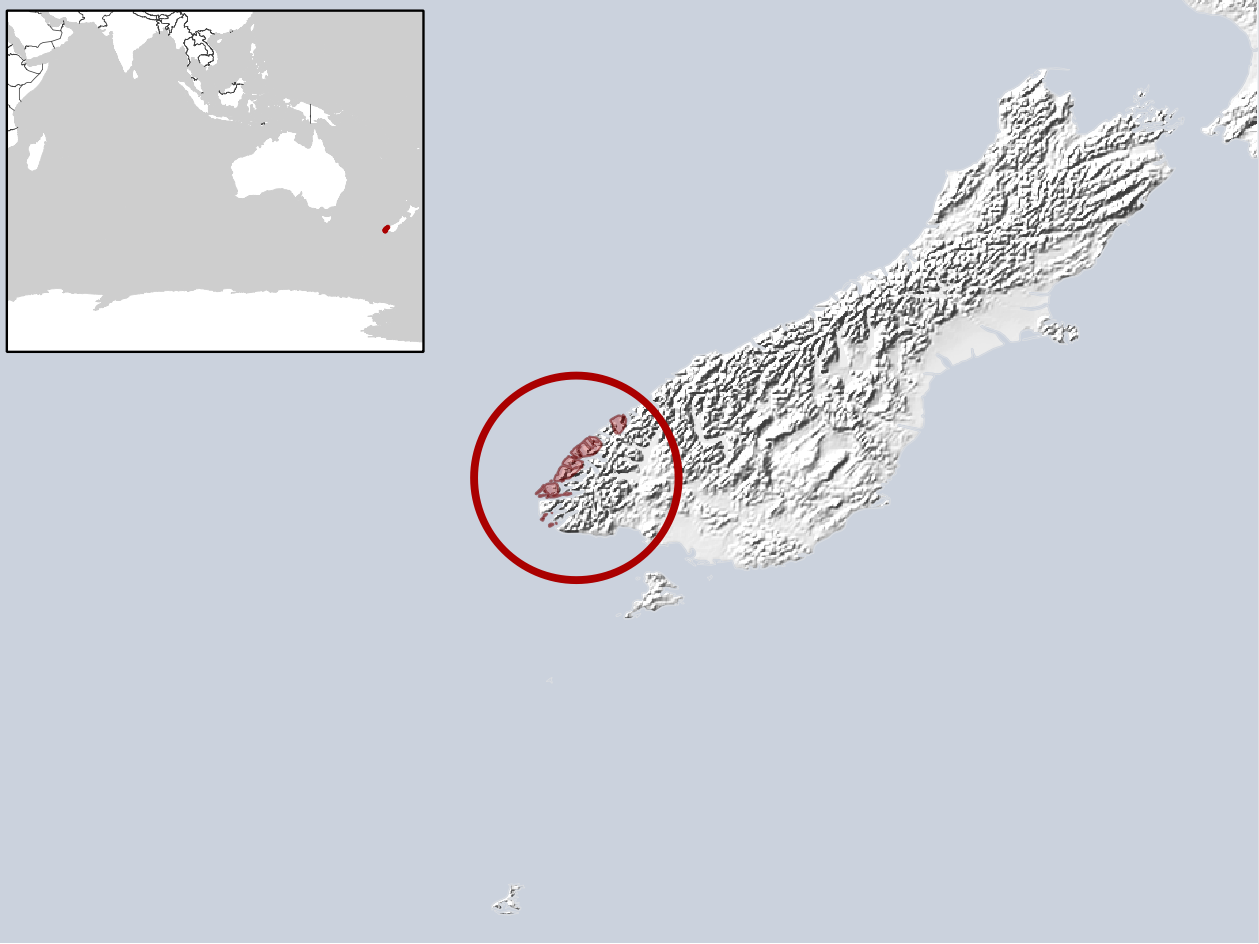